# City Square
City Square es un rascacielos dentro del complejo de oficinas Brookfield Place en Perth, Australia. Situado en el 125 de St Georges Terrace, el principal ocupante es BHP Billiton. La construcción comenzó en abril de 2008 y fue completada en 2012. Se estima que el proyecto ha costado unos 500 millones A$.
El promotor Brookfield presentó una Solicitud de Desarrollo para la segunda fase de Brookfield Place en julio de 2011, una torre de oficinas de 16 plantas y 30.000m² que se situará al sur de la torre principal, frente a Mounts Bay Road